# Сви за једнога, један за сви
Сви за једнога, један за сви је документарни филм о екипи српске кошаркашке репрезентације, која је освојила сребро на Светском првенству у Манили 2023. године. Филм је урађен у продукцији Спортала.
Селектор репрезентације је Светислав Кари Пешић. Кошаркаши који су остварили овај успех су: Богдан Богдановић, Стефан Јовић, Алекса Аврамовић, Марко Гудурић, Дејан Давидовац, Бориша Симанић, Огњен Добрић, Душан Ристић, Вања Маринковић, Никола Јовић, Никола Милутинов, Филип Петрушев.
Филм је посвећен успесима кошаркаша, али и повреди и одстрањивању бубрега Борише Симанића, уз велику помоћ и учешће доктора Драгана Гаге Радовановића.
Назив филма је алузија на слоган који је Пешић написао на белој табли у свлачионици, пред утакмицу Литванија-Србија у четвртфиналу такмичења. Пешић је написао слоган онако како би он то изговорио, као неко са југа Србије, те је то изазвало смех и веселу атмосферу међу помоћним тренерима и играчима. Ипак, суштина је пренесена и утакмица је добијена, а натпис постаје својеврсни симбол српских кошаркаша. Кошаркашки савез Србије пустио је у продају и мајице са овим натписом. Кула Београд је по освајању сребра такође приказала овај слоган. И други спортисти су се касније мотивисале истим речима. Пешићев услик завршио је и у песми Прљавог инспектора Блаже и Кљунова.